# Миље терапија
Миље терапија је форма третмана особа које су институционализоване са дијагностикованим социјалним или менталним поремећајима. Третман није само индивидуалан, већ се догађа у окружењу институције које се назива „терапијском заједницом”. Особе на третману присуствују групним сесијама, бирају сопственог вођу и свакодневно пружају емотивну и социјалну подршку једни другима. За процес третмана сматра се важним читаво окружење. Миље терапија захтева ангажовање мултидисциплинарног тима прилагођеног потребама клијената.